# معركة النيل (47 قبل الميلاد)
حدثت  معركة نهر النيل في 47 قبل الميلاد، حيث خاض المعركة جيش الرومانية بقيادة[يوليوس قيصر]]  – وجيش المصرية بقيادة كليوباترا السابعة على جيوش الملكة أرسينوى الرابعة والملك بطليموس الثالث عشر وتأمين عرش مصر.

## المقدمة
بعد ملاحقة منافسه بومبي إلى مصر، أصبح قيصر، الذي انتصر مؤخرًا في حرب أهلية أقرب إلى الوطن، متورطًا في الحرب الأهلية في الإسكندرية بعد مقتل منافسه بومبي ماغنوس على يد الملك بطليموس الثالث عشر في محاولة لإرضاء قيصر.
حوصر قيصر بالإسكندرية]] في مصر بحوالي 4000 رجل من سبتمبر عام 48 قبل الميلاد حتى يناير 47 قبل الميلاد، [[حصار الإسكندرية (47 ق.م)| لقد كان يحاول حل الحرب الأهلية المصرية بين بطليموس الثالث عشر وشقيقته كليوباترا. وعندما بدأ قيصر يفضل كليوباترا عليه، تم القبض على بطليموس لأول مرة، ولكن أطلق سراحه من قبل قيصر، وجمع جيشه لمحاصرة الرومان في منطقة صغيرة من الإسكندرية.
وبحلول يناير، بدأ المصريون في الحصول على اليد العليا في جهودهم لقطع الرومان عن التعزيزات وإعادة الإمداد. طلب قيصر تعزيزات من حليفه، ميثريداتس من بيرجاموم، الذي سار في البر من آسيا الصغرى لمساعدته. وعند وصوله إلى دلتا النيل في يناير، هزم ميثريداتس قوة مصرية تم إرسالها لوقفه. ترك قيصر، الذي تلقى رسالة بأن حلفاءه كانوا قريبين، حامية صغيرة في الإسكندرية وسارع لمقابلته. التقت القوة المشتركة، التي يبلغ قوامها حوالي 20,000 جندي، مع المصريين في فبراير 47 قبل الميلاد في معركة النيل. ربما كان الجيش المصري، المجهز على الطريقة اليونانية، بنفس الحجم تقريبًا.

## المعركة
فتح قيصر، وهو يعلم بالموقف المصري القوي، المعركة من خلال قيام جحافل بقيادة الرومان بتدمير حصنًا بطلميًا في محاولة لجذب المصريين بعيدًا عن التل. ومع ذلك، وعندما بقي المصريون في مواقعهم، اشتبك الجيش الروماني مع القوات المصرية عند التل، مما أدى إلى قتال ضار بين القوتين. حاولت عدة مجموعات رومانية تطويق المصريين، لكنها تكبدت خسائر فادحة بعد أن قام المصريون بتثبيت القوة المرافقة وإطلاق النار عليهم بنيران الصواريخ من السفن المصرية. وفي النهاية، تم الكشف عن فجوة في الخط المصري الرئيسي تمكنت من خلاله فرقة رومانية من استغلال المصريين ومهاجمتهم من الخلف، مما تسبب في ذعر الجيش المصري وفراره من ساحة المعركة. كان من بين المنسحبين بطليموس، الذي غرق عندما انقلبت سفينته. كانت مصر الآن في يد قيصر، الذي رفع حصار الإسكندرية ووضع كليوباترا على العرش مع إخوانها بطليموس الرابع عشر. ثم بقي في مصر بشكل غير معهود حتى أبريل، مستمتعًا بالاتصال مع الملكة الشابة.